# Iznogoud l'acharné
Iznogoud l'acharné est le dixième album de la série de bandes dessinées Iznogoud, écrite par René Goscinny et dessinée par Jean Tabary. Il est paru en 1974.

## La Marelle maléfique
Un enchanteur rend visite à Iznogoud et lui révèle le secret d'un jeu de marelle qui transforme les adultes en enfants. Or, la loi en vigueur interdit à un Calife de régner s'il est mineur.

## L'Île des souvenirs
Iznogoud doit offrir au calife son cadeau annuel comme le demande la coutume. Il part à la recherche d'un cadeau et tombe sur un objet aux propriétés particulières.

## Le Marchand d'oubli
Iznogoud rend visite avec Dilat Larath à un marchand qui vend un parfum faisant perdre la mémoire à ceux qui le reniflent.

## La Flûte à toutous
Iznogoud rencontre un joueur de flûte dont les mélodies transforment les gens en chiens.

## Le Catalogue magique
Après une bonne action indépendante de sa volonté, Iznogoud se voit offrir un catalogue de "La Deroute" qui lui permet de commander des objets qui existeront dans un avenir lointain.